# August Bültemann
Ernst Friedrich August Bültemann (* 7. November 1877 in Uelzen; † 10. April 1943 in Potsdam) war ein deutscher Ingenieur. Er gründete 1927 das Dielektrische Institut in Anlehnung an die Technische Hochschule Dresden.

## Leben
Er war der Sohn des Eisenwerkbesitzers Carl Bültemann aus Uelzen und dessen Ehefrau Linna geborene Neumann, deren Vorfahren Hofbauern und Handwerksmeister waren. Nach dem Besuch des Realgymnasiums, wo er das Abitur ablegte, studierte August Bültemann von 1899 bis 1903 an der Technischen Hochschule (heute Gottfried Wilhelm Leibniz Universität) in Hannover und wechselte dann in das Königreich Sachsen an die Technische Hochschule Dresden. Dort promovierte er 1904 zum Dr.-Ing. Er blieb in Dresden und wurde Assistent am Institut für Elektro- und physikalische Chemie der Technischen Hochschule. Bereits als Student hatte er an praktischen Verfahren zur Herstellung von elektrischem Isolationsmaterial gearbeitet, worüber er später mehrfach publizierte. In Weesenstein im Osterzgebirge übernahm er später die Leitung der Firma Rhadoonit-Werke. Im Anschluss errichtete er ein Privatlabor für chemisch-technische Isolierstoff-Forschung und gründete 1927 das Dresdner Dielektrische Institut.
In Dresden wohnte er in der Sedanstraße 2 in der Altstadt.
August Bültemann starb am 10. April 1943 im 67. Lebensjahr in der Potsdamer Villenkolonie Neubabelsberg.

## Schriften (Auswahl)
- Isoliermaterialien der Elektrotechnik. Vortrag. In: Verbands-Mitteilungen der Vereinigung Dresdner Bezirksverein deutscher Ingenieure und Dresdner Elektrotechnischer Verein, E. H. Meyer, Dresden 1917.
- Aus der Industrie der elektrischen Isolierstoffe. Vortrag, gehalten am 1. Nov. 1921. Verlag Chemie, Leipzig o. J. [1921].
- Dielektrisches Material. Beeinflussung durch das elektrische Feld, Eigenschaften, Prüfung, Herstellung. Julius Springer, Berlin 1926.
- Chemisch-technologische Arbeiten im Dresdner Dielektrischen Institut. In: Elektrotechnische Zeitschrift 51 (1930); Nr. 1, S. 629–630.

## Familie
Er heiratete Käthe (* 1892), die Tochter des Goldschmiedemeisters und Juweliers Max Schintke aus Stettin. Aus der Ehe gingen drei Söhne hervor, von denen einer im Zweiten Weltkrieg fiel.